# 纪敏尚
纪敏尚（1970年1月11日—），中国篮球运动员，教练员。出生于山东省成武县，1989年进入山东队，1994年，1997年两次入选中国国家队。从1993年到2000年一直效力于山东狮篮球俱乐部。司职中锋或二中锋，以准确的中远距离投篮和突破能力强出名。2006年3月底正式从山东狮篮球俱乐部退役，并担任山东女篮主教练。2019年4月23日，纪敏尚出任山东西王王者篮球俱乐部董事长。

## 职业荣誉
- CBA联赛：97-98赛季中国男篮甲A联赛山东狮篮球俱乐部获季军时的主力队员。
- 世界男篮锦标赛：1994年，中国队夺得第8名，这是中国男篮国家队在世锦赛上取得的最好成绩(1959年,  智利圣地亚哥世锦赛中华民国代表队获得第四名[2])。1994年队员被称为中国男篮的‘黄金一代’。